# Colima multimaculata
Colima multimaculata is een hooiwagen uit de familie Cosmetidae.